# Hühnerfeldberg

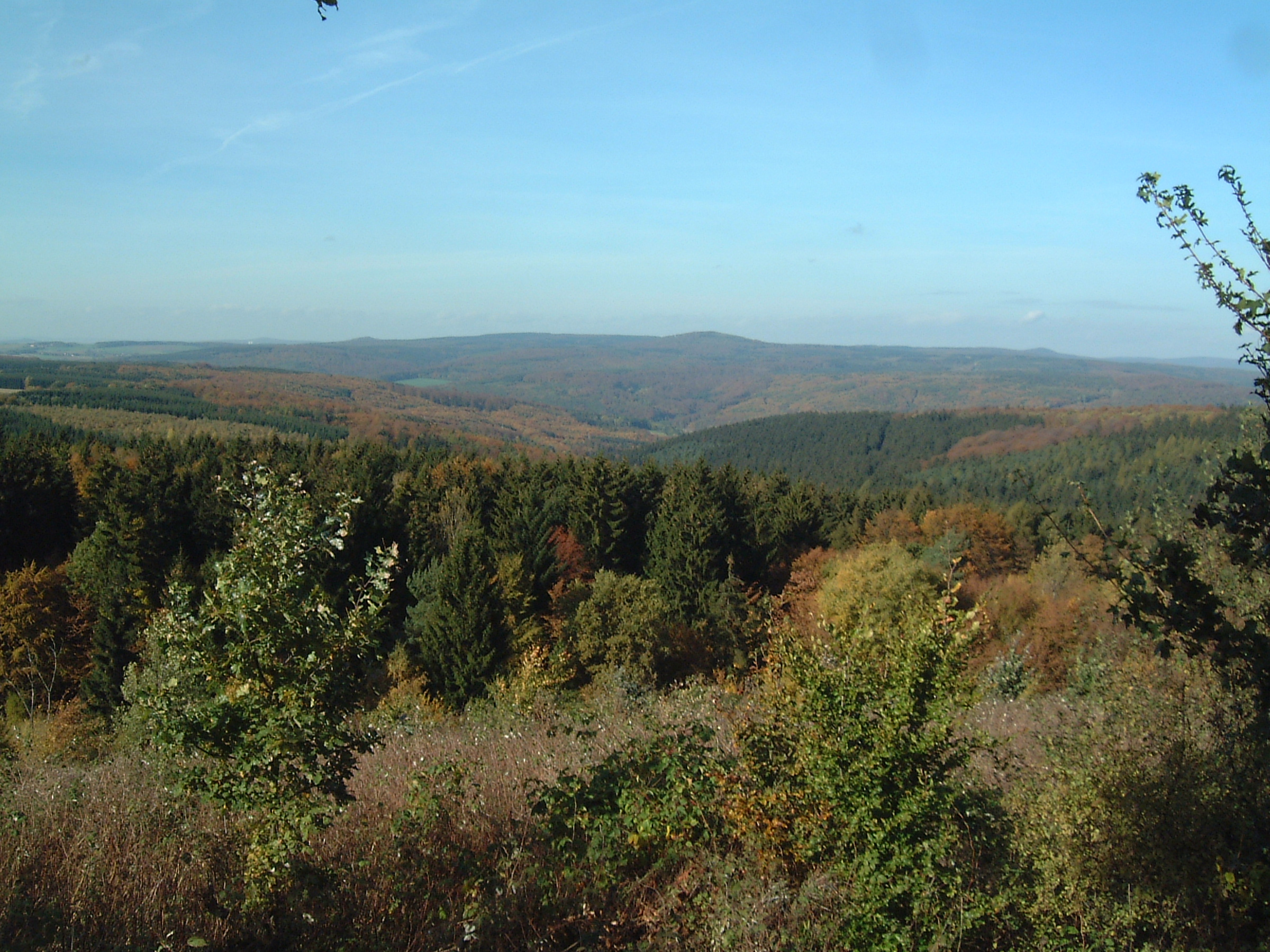
Blick vom Hühnerfeldberg (Kaufunger Wald) nordwestwärts zum Reinhardswald mit Ahlberg, Gahrenberg (mittig; 10 km entfernt) und Staufenberg (v. l. n. r.)

Der Hühnerfeldberg nahe Sichelnstein im südniedersächsischen Landkreis Göttingen ist eine langgestreckte Abraumhalde im Kaufunger Wald, die aus Abraumteilen des Mündener Tunnels aufgeschüttet wurde. Ihre höchste Stelle liegt auf 418,4 m ü. NHN.

## Geographie

### Lage
Der Hühnerfeldberg liegt im Süden von Landkreis Göttingen und Naturpark Münden sowie im Norden des Kaufunger Walds. Auf dessen Hochlagen wurde die Kuppe auf etwa 380 m Höhe in den Stadtgrenzen von Hann. Münden aufgeschüttet. Sie befindet sich rund 5 km südlich von deren Kernstadt und etwa 2 km (jeweils Luftlinie) nordnordöstlich von Sichelnstein, einem östlichen Gemeindeteil von Staufenberg. Die Kuppe ist maximal knapp 40 m hoch und in Nord-Süd-Richtung knapp 500 m lang.
Auf dem Hühnerfeldberg liegen Teile des Landschaftsschutzgebiets Weserbergland-Kaufunger Wald (CDDA-Nr. 325317; 1989; 285,02 km²).

### Naturräumliche Zuordnung
Der Hühnerfeldberg gehört in der naturräumlichen Haupteinheitengruppe Osthessisches Bergland (Nr. 35), in der Haupteinheit Fulda-Werra-Bergland (357) und in der Untereinheit Kaufunger Wald und Söhre (357.7) zum Naturraum Kaufunger Wald-Hochfläche (Vorderer Kaufunger Wald) (357.71).

## Geschichte
Die künstliche Aufschüttungskuppe des Hühnerfeldbergs entstand zwischen 1988 und 1991 durch Großteile des Erd- und Gesteinsabraums, der im Rahmen der Errichtung der ICE-Neubaustrecke Hannover–Würzburg beim Bau des Mündener Tunnels anfiel. Dieser verläuft etwa 2,5 km (Luftlinie) nordwestlich des Bergs in Südwest-Nordost-Richtung unter der Berglandschaft des Kaufunger Walds. Die Kuppe ist noch unbewaldet, aber teils mit Büschen und Sträuchern bewachsen.

## Aussichtsmöglichkeit
Während die dem Hühnerfeldberg östlich vorgelagerten, stark bewaldeten Berge (z. B. Großer und Kleiner Steinberg) höher als er selbst sind und daher die Sicht nach Osten versperren, bietet sich besonders in südwest-, west- und nordwestlicher Richtung freie Sicht:
So sieht man – jeweils jenseits der Bundesautobahn 7 (im Nordnordosten einsehbar) – zum Beispiel die Langenberge, den Hohen Habichtswald (mit Herkules und Schloss Wilhelmshöhe), den Hohen Dörnberg, den Großen Bärenberg, den Häuschensberg mit der Volkssternwarte Rothwesten und den Gahrenberg im Reinhardswald.

## Verkehr und Wandern
Etwa 350 m nordwestlich vorbei am Hühnerfeldberg führt zwischen den Anschlussstellen Kassel-Nord und Hann. Münden/Lutterberg etwa in Südwest-Nordost-Richtung die Bundesautobahn 7. Die Abraumhalde ist über die an der zuletzt genannten Anschlussstelle beginnende Kreisstraße 222 und über eine von dieser noch vor Sichelnstein in Richtung Ostnordosten abzweigende Nebenstraße, die vorbei am Hühnerfeld durch den Kaufunger Wald führt, zu erreichen. Über die von der Nebenstraße am nördlichen Ende des Hühnerfelds abzweigende Kohlenstraße, wo sich ein Wandererparkplatz befindet, gelangt man unter anderem auch zum Kleinen Steinberg und zum Naturfreundehaus Steinberg am Großen Steinberg sowie, in entgegengesetzte Richtung fahrend zum Fuhrmannstein (siehe unten). Von dortiger scharfer Kurve der Kohlenstraße führt ein Fahrweg zum Wandererparkplatz am Rinderstall (s. u.) – nahe dem Hühnerfeldberg.
Etwas nordwestlich unterhalb des Hühnerfeldbergs verläuft auf etwa 375 bis 397 m Höhe der Waldweg Sichelnsteiner Trift, der nach Nordosten zum Rinderstall führt. Von diesem Weg zweigt südwestlich der Kuppe an einer Schutzhütte ein weiterer Weg zur Kuppe ab, der an ihrer Nordnordostflanke als Pfad bergab zum auf die Sichelnsteiner Trift stoßenden Gehegeweg in Richtung Rinderstall führt; letzterer teilt sich die Trasse mit dem Märchenlandweg. Unweit südlich vorbei an der Kuppe ist der Waldweg Lutterberger Lehmweg (auch Große Trift genannt) angelegt, auf dem man in West-Ost-Richtung zum Hochmoor Hühnerfeld laufen kann. Auf dem Hühnerfeldberg liegen zwei Picknickplätze mit Holzbänken und -tischen.

## Sehenswertes und Kulturelles
Zu den nahe dem Hühnerfeldberg im Kaufunger Wald gelegenen Sehenswürdigkeiten und kulturellen Objekten gehören (alphabetisch sortiert) – mit Luftlinie-Entfernungen von der Kuppe und Höhe in Meter (m) über Normalhöhennull (NHN):
- Breiter Stein (⊙) − flacher, 27 m² großer Quarzitfelsblock nahe dem Wandersteinbach (ca. 850 m nördlich; ca. 360 m)
- Fuhrmannstein (⊙) − Denkmal nebst Schutzhütte an einer scharfen Kurve der Kohlenstraße (ca. 1,3 km nordöstlich; ca. 420 m)
- Hühnerfeld (⊙) − Hochmoor und Naturschutzgebiet (ca. 1,5 km ostsüdöstlich; ca. 380 bis 460 m)
- Rinderstall (⊙) − Wildgehege mit Gaststätte und Klein-Museum am Wandersteinbach (ca. 500 m ostnordöstlich; ca. 375 bis 390 m)